# 敬懿皇貴妃
敬懿皇貴妃（けいいこうきひ、1856年7月2日 - 1932年2月5日）は、清の同治帝の側妃。姓はヘシェリ（赫舎里）氏（Hešeri hala）。号は「懶夢山人」。雷州府知府の崇齢の娘。聡明機敏で、書画に通じた。
同治11年（1872年）、数え17歳のとき、3年ごとに紫禁城で行われる后妃選定面接試験「選秀女」を受けて合格する。9月、同治帝の後宮に入って「瑜嬪」となった。
光緒帝の即位後、瑜妃に尊封された。光緒20年（1894年）、西太后の大寿（60歳）の祭典で瑜貴妃に尊封された。光緒26年（1900年）、八カ国連合軍の北京への侵入の際、西太后は西安に逃がれ、瑜貴妃は混乱する後宮の事務を取り仕切ったが、これに対する褒賞はなかった。宣統帝（溥儀）の即位後、瑜皇貴妃に尊封された。同治帝の側室として、隆裕皇太后（光緒帝の正室）と権力を争ったが敗れた。
宣統帝の退位後、清室から敬懿皇貴妃と尊称された。端康皇貴妃（光緒帝の側室）が四太妃のなかで主導的地位につき、紫禁城の奥向きを取り仕切った。
1924年10月に起きた北京政変の後、馮玉祥と孫岳は清室優待条件の一方的な修正を通達し、敬懿皇貴妃は宣統帝たちと共に紫禁城から退去させられた。
1932年2月5日（大晦日）に北京の麒麟碑胡同の邸宅で薨去し、恵陵の妃園寝に陪葬された。その後、溥儀により献哲皇貴妃と諡された。

## 伝記資料
- 『清史稿』
- 同治11年瑜嬪冊文
- 『宣統事典』